# Henrique de Azevedo Futuro
Henrique de Azevedo Futuro (* 23. Juli 1886; † 31. Dezember 1959) war ein brasilianischer Brigadegeneral.

## Leben
Azevedo Futuro absolvierte eine Offiziersausbildung im Heer (Exército Brasileiro) der Streitkräfte (Forças Armadas do Brasil) und fand im Anschluss verschiedene Verwendungen als Offizier sowie Stabsoffizier. Nach seiner Beförderung zum Oberstleutnant am 3. Mai 1936 wurde er im Juli 1946 Chef des Ingenieurdienstes in der 9. Militärregion (9.ª Região Militar). Er war danach von August 1938 bis 1939 Kommandeur des 3. Pionierbataillons sowie zwischen 1939 und 1943 Kommandeur des 3. Straßenbataillons und wurde als solcher am 24. Mai 1941 zum Oberst befördert. Am 27. April 1945 erfolgte seine Beförderung zum Brigadegeneral sowie 1946 zum Kommandeur der 1. Infanteriebrigade.

## Weblink
- Eintrag in Generals.dk

| Personendaten    | Personendaten                  |
| ---------------- | ------------------------------ |
| NAME             | Azevedo Futuro, Henrique de    |
| KURZBESCHREIBUNG | brasilianischer Brigadegeneral |
| GEBURTSDATUM     | 23. Juli 1886                  |
| STERBEDATUM      | 31. Dezember 1959              |